# Sara Björk Gunnarsdottir
En aquest nom islandès, el darrer nom és un patronímic, no pas un cognom. La manera de referir-se a aquesta persona és pel nom de pila.
Sara Björk Gunnarsdottir és una centrecampista de futbol amb 94 internacionalitats per Islàndia, amb la qual ha arribat als quarts de final de l'Eurocopa (2013). També ha jugat els quarts de final de la Lliga de Campions en quatre ocasions amb el Rosengard.

## Trajectòria
| Temporades   | Equip         | Títols    |
| ------------ | ------------- | --------- |
| 2004 - 2008  | Haukar        |           |
| 2008 - 2010  | Breidablik    |           |
| 2011 - 2016  | FC Rosengard  | 4 Lligues |
| 16/17 - act. | VfL Wolfsburg |           |